# Сергиевский, Филарет Александрович
Филарет Александрович Сергиевский (1831—1884) — православный священник, профессор Московской духовной академии, ректор Вифанской духовной семинарии.

## Биография
Родился 1 (13) мая 1831 года в семье священника, бакалавра Московской духовной семинарии. Внучатый племянник и крестник московского митрополита Филарета (Дроздова).  
Образование получил в Московских духовных семинарии (1850) и академии (1854). Академию окончил со степенью магистра богословия за диссертацию «Патриарх Фотий». Был оставлен в академии бакалавром библейской истории и преподавателем греческого языка. В 1856 году был переведён на кафедру философии бакалавром по классу логики, психологии и истории философии. 

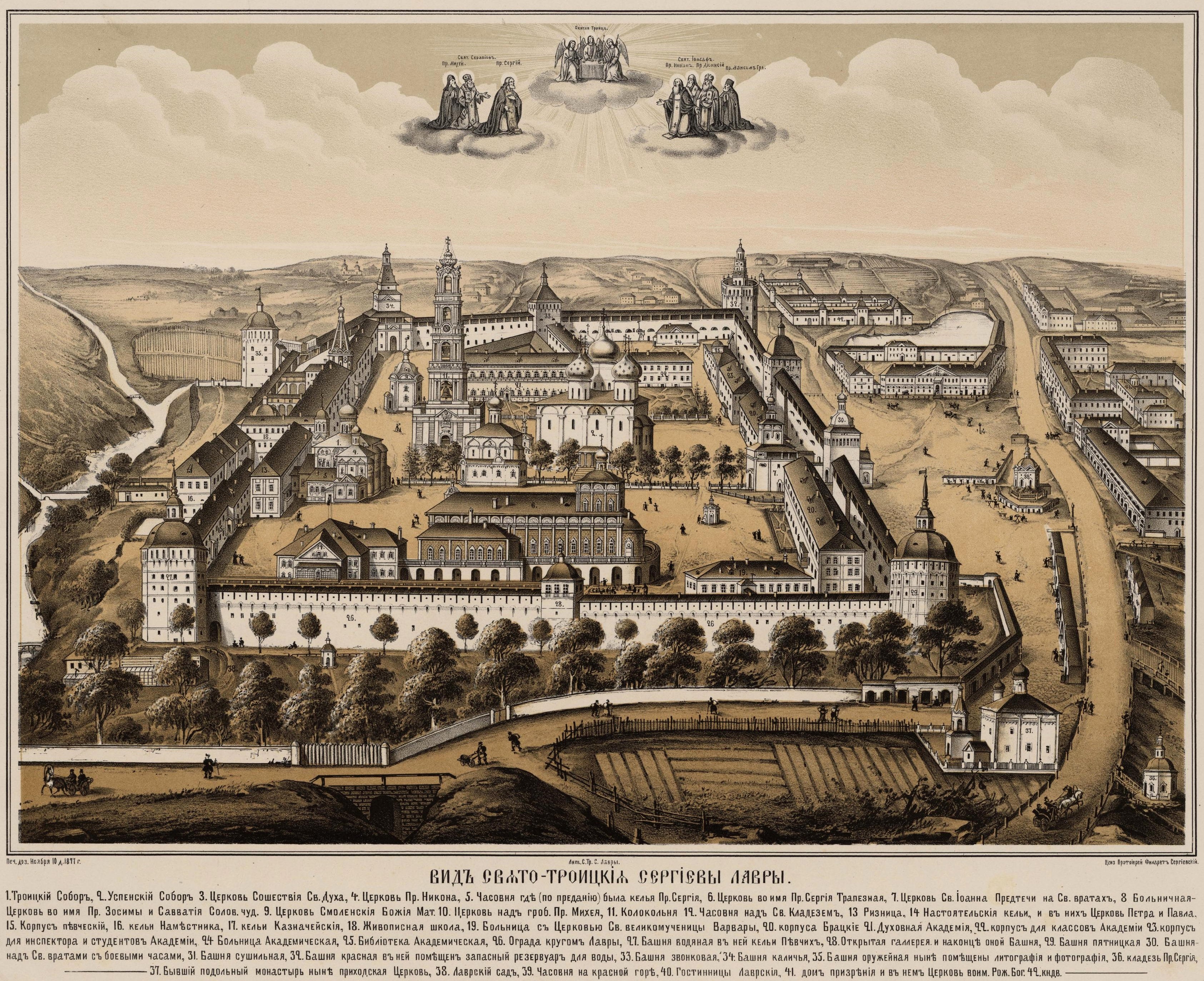
Издание вида Троице-Сергиевой Лавры 1877 года, разрешенное Сергиевским к публикации.

В июне 1857 года был рукоположен во священники московского Вознесенского девичьего монастыря. В этом же году стал членом академической конференции и Комитета для цензуры духовных книг и был цензором до самой своей смерти.
С декабря 1857 года он преподавал в классе нравственного и пастырского богословия, ещё в должности бакалавра. В 1860 году был назначен экстраординарным профессором Московской духовной академии, в 1865 году — ординарным профессором.
С декабря 1870 года Сергиевский был причислен к Покровской церкви при Московской духовной академии.
С 1874 года состоял ректором Вифанской духовной семинарии. В 1882 году он был избран в почётные члены Московской духовной академии.
В 1883 году был назначен настоятелем Архангельского собора. 
В «Православном обозрении» и «Душеполезном чтении» печатались его проповеди и «слова». 
Был награждён орденом Св. Владимира 4-й степени.
Умер 7 (19) января 1884 года в Москве. Похоронен на Лазаревском кладбище.

## Семья
Брат — сенатор Николай Александрович Сергиевский.
Жена — дочь московского протоиерея Николая Дмитриевича Лаврова, Елизавета Николаевна. Их дети: 
- Василий (1856 — после 1919) — священник в Москве.
- Александр (1862—1897) — преподаватель Коломенского духовного училища, автор краеведческих работ.
- Сергей (1864 — после 1908) — служащий канцелярии обер-прокурора Священного синода в Санкт-Петербурге, один из сотрудников[5] «Православной Богословской энциклопедии».
- Николай (1866 — после 1900) — преподаватель Мариинского епархиального училища, автор работ по церковной истории, сотрудник редакции «Московских церковных ведомостей».
- Анна (1857—?) — была замужем за московским протоиереем Сергеем Васильевичем Успенским (1854—1930).
- Ольга (1871—?) — была замужем за педагогом Петром Николаевичем Фортинским (1867 — после 1916).
- Надежда (1875–?).
- Екатерина (1877–?).